# Siersthal
Siersthal (fràncic lorenès Siirschel) és un municipi francès situat al departament del Mosel·la i a la regió del Gran Est. L'any 2007 tenia 653 habitants.

## Demografia

### Població
El 2007 la població de fet de Siersthal era de 653 persones. Hi havia 209 famílies, de les quals 40 eren unipersonals (12 homes vivint sols i 28 dones vivint soles), 63 parelles sense fills, 94 parelles amb fills i 12 famílies monoparentals amb fills.
La població ha evolucionat segons el següent gràfic:
Habitants censats

### Habitatges
El 2007 hi havia 253 habitatges, 224 eren l'habitatge principal de la família, 9 eren segones residències i 19 estaven desocupats. 226 eren cases i 26 eren apartaments. Dels 224 habitatges principals, 170 estaven ocupats pels seus propietaris, 41 estaven llogats i ocupats pels llogaters i 13 estaven cedits a títol gratuït; 1 tenia una cambra, 7 en tenien dues, 23 en tenien tres, 51 en tenien quatre i 143 en tenien cinc o més. 213 habitatges disposaven pel capbaix d'una plaça de pàrquing. A 79 habitatges hi havia un automòbil i a 119 n'hi havia dos o més.

### Piràmide de població
La piràmide de població per edats i sexe el 2009 era:
| Homes | Edats   | Dones |
| ----- | ------- | ----- |
| 0     | 95 o +  | 4     |
| 0     | 90 a 94 | 4     |
| 4     | 85 a 89 | 28    |
| 4     | 80 a 84 | 8     |
| 4     | 75 a 79 | 24    |
| 8     | 70 a 74 | 16    |
| 16    | 65 a 69 | 20    |
| 20    | 60 a 64 | 28    |
| 20    | 55 a 59 | 8     |
| 24    | 50 a 54 | 32    |
| 32    | 45 a 49 | 24    |
| 20    | 40 a 44 | 24    |
| 20    | 35 a 39 | 16    |
| 12    | 30 a 34 | 24    |
| 16    | 25 a 29 | 8     |
| 32    | 20 a 24 | 32    |
| 36    | 15 a 19 | 24    |
| 36    | 10 a 14 | 24    |
| 8     | 5 a 9   | 12    |
| 12    | 0 a 4   | 12    |

## Economia
El 2007 la població en edat de treballar era de 395 persones, 289 eren actives i 106 eren inactives. De les 289 persones actives 253 estaven ocupades (146 homes i 107 dones) i 37 estaven aturades (15 homes i 22 dones). De les 106 persones inactives 33 estaven jubilades, 36 estaven estudiant i 37 estaven classificades com a «altres inactius».

### Ingressos
El 2009 a Siersthal hi havia 230 unitats fiscals que integraven 596 persones, la mediana anual d'ingressos fiscals per persona era de 17.807,5 €.

### Activitats econòmiques
Dels 19 establiments que hi havia el 2007, 2 eren d'empreses extractives, 2 d'empreses alimentàries, 3 d'empreses de fabricació d'altres productes industrials, 2 d'empreses de construcció, 4 d'empreses de comerç i reparació d'automòbils, 2 d'empreses d'hostatgeria i restauració, 2 d'empreses d'informació i comunicació, 1 d'una empresa de serveis i 1 d'una empresa classificada com a «altres activitats de serveis».
Dels 3 establiments de servei als particulars que hi havia el 2009, 1 era un taller de reparació d'automòbils i de material agrícola, 1 lampisteria i 1 perruqueria.
Els 2 establiments comercials que hi havia el 2009 eren fleques.
L'any 2000 a Siersthal hi havia 4 explotacions agrícoles.

## Equipaments sanitaris i escolars
El 2009 hi havia 1 escola maternal integrada dins d'un grup escolar amb les comunes properes formant una escola dispersa i 1 escola elemental integrada dins d'un grup escolar amb les comunes properes formant una escola dispersa.

## Poblacions més properes
El següent diagrama mostra les poblacions més properes.